# Saga (Oskarshamn)
Saga eller Sagabiografen är en biograf i Oskarshamn, invigd 1940.

## Bakgrund
I Oskarshamn visades rörlig film för första gången den 21 oktober 1898, i ordenshuset Valhall, senare kallat Valhall Oskarshamns Biograf-Teater och Valhall-Biografen Oskarshamn. Under 1900-talets första årtionde tillkom biografen Grand vid Stora torget. Från 1912 drevs Valhall som biograf av Carl Johan Andersson, som därefter öppnade biograferna Metropol, Palladium och slutligen Saga, som invigdes den 12 augusti 1940. Byggnaden hade uppförts i funkisstil efter ritningar av Ragnar Berggren och var försedd med invändiga utsmyckningar och ridå utformade av konstnären Arvid Källström. Biografen blev sedermera stadens enda kvarvarande. Under mitten av 2010-talet byggdes den om och antalet salonger utökades från en till tre.